# Prêmio Goya de melhor atriz revelação
O Prêmio Goya para Melhor Atriz Revelação (Espanhol: Premio Goya a la mejor actriz revelación) é um dos Prêmios Goya, outorgados anualmente pela Academia das Artes e Ciências Cinematográficas da Espanha. É entregue desde 1995, sendo a atriz Ruth Gabriel a primeira a recebê-lo. Desde 2011, os candidatos para qualquer categoria de interpretação (incluindo a de melhor atriz revelação) devem ser maiores 16 anos.

## Vencedoras e indicadas

### Década de 1990
| Ano  | Vencedora e indicadas | Filme                                | Personagem       |
| ---- | --------------------- | ------------------------------------ | ---------------- |
| 1995 | Ruth Gabriel          | Días contados                        | Charo            |
| 1995 | Candela Peña          | Días contados                        | Vanesa           |
| 1995 | Elvira Mínguez        | Días contados                        | Lourdes          |
| 1996 | Rosana Pastor         | Tierra y libertad                    | Blanca           |
| 1996 | Amara Carmona         | Alma gitana                          | Lucía            |
| 1996 | María Pujalte         | Entre rojas                          | Cata             |
| 1997 | Íngrid Rubio          | Más allá del jardín                  | Helena           |
| 1997 | Lucía Jiménez         | La buena vida                        | Lucía            |
| 1997 | Silke                 | Tierra                               | Mari             |
| 1998 | Isabel Ordaz          | Chevrolet                            | Lucía            |
| 1998 | Blanca Portillo       | El color de las nubes                | A mãe            |
| 1998 | Paulina Gálvez        | Retrato de mujer con hombre al fondo | Cristina de León |
| 1999 | Marieta Orozco        | Barrio                               | Susi             |
| 1999 | Goya Toledo           | Mararía                              | Mararía          |
| 1999 | María Esteve          | Nada en la nevera                    | Carlota          |
| 1999 | Violeta Rodríguez     | Cosas que dejé en La Habana          | Nena             |

### Década de 2000
| Ano  | Vencedora e indicadas | Filme                       | Personagem          |
| ---- | --------------------- | --------------------------- | ------------------- |
| 2000 | Ana Fernández         | Solas                       | María               |
| 2000 | Antonia San Juan      | Todo sobre mi madre         | Agrado              |
| 2000 | María Botto           | Celos                       | Cinta Vidal         |
| 2000 | Silvia Abascal        | La fuente amarilla          | Lola                |
| 2001 | Laia Marull           | Fugitivas                   | Tony                |
| 2001 | Antònia Torrens       | El mar                      | Sor Francisca       |
| 2001 | Luisa Martín          | Terca vida                  | Julia               |
| 2001 | Pilar López de Ayala  | Besos para todos            | Rocío               |
| 2002 | Paz Vega              | Lucía y el sexo             | Lucía               |
| 2002 | Alakina Mann          | Os Outros                   | Anne Stewart        |
| 2002 | Malena Alterio        | El palo                     | Violeta "Pecholata" |
| 2002 | María Isasi           | Salvajes                    | Lucía               |
| 2003 | Lolita Flores         | Rencor                      | Chelo               |
| 2003 | Nieve de Medina       | Los lunes al sol            | Ana                 |
| 2003 | Clara Lago            | El viaje de Carol           | Carol               |
| 2003 | Marta Etura           | La vida de nadie            | Rosana              |
| 2004 | María Valverde        | La flaqueza del bolchevique | María               |
| 2004 | Verónica Sánchez      | Al sur de Granada           | Juliana             |
| 2004 | Nathalie Poza         | Días de fútbol              | Patricia            |
| 2004 | Elisabet Gelabert     | Te doy mis ojos             | Lola                |
| 2005 | Belén Rueda           | Mar adentro                 | Julia               |
| 2005 | Teresa Hurtado de Ory | Astronautas                 | Laura               |
| 2005 | Mónica Cervera        | Crimen ferpecto             | Lourdes             |
| 2005 | Núria Gago            | Héctor                      | Fany                |
| 2006 | Micaela Nevárez       | Princesas                   | Zulema              |
| 2006 | Isabel Ampudia        | 15 días contigo             | Isabel              |
| 2006 | Alba Rodríguez        | 7 vírgenes                  | Patri               |
| 2006 | Bárbara Lennie        | Obaba                       | Lourdes             |
| 2007 | Ivana Baquero         | O Labirinto do Fauno        | Ofelia              |
| 2007 | Adriana Ugarte        | Cabeza de perro             | Consuelo            |
| 2007 | Bebe                  | La educación de las hadas   | Sezar               |
| 2007 | Verónica Echegui      | Yo soy la Juani             | Juani               |
| 2008 | Manuela Velasco       | REC                         | Ángela Vidal        |
| 2008 | Nadia de Santiago     | Las 13 rosas                | Carmen              |
| 2008 | Gala Évora            | Lola Flores                 | Lola                |
| 2008 | Bárbara Goenaga       | Oviedo Express              | Emma                |
| 2009 | Nerea Camacho         | Camino                      | Camino              |
| 2009 | Esperanza Pedreño     | Una palabra tuya            | Milagros            |
| 2009 | Ana Wagener           | El patio de mi cárcel       | Dolores             |
| 2009 | Farah Hamed           | Retorno a Hansala           | Leila               |

### Década de 2010
| Ano  | Vencedora e indicadas   | Filme                                             | Personagem              |
| ---- | ----------------------- | ------------------------------------------------- | ----------------------- |
| 2010 | Soledad Villamil        | O Segredo dos Seus Olhos                          | Irene Menéndez Hastings |
| 2010 | Blanca Romero           | After                                             | Ana                     |
| 2010 | Leticia Herrero         | Gordos                                            | Sofía                   |
| 2010 | Nausicaa Bonnín         | Tres dies amb la família/Tres días con la familia | Léa                     |
| 2011 | Marina Comas            | Pa negre                                          | Núria                   |
| 2011 | Carolina Bang           | Balada triste de trompeta                         | Natalia                 |
| 2011 | Aura Garrido            | Planes para mañana                                | Mónica                  |
| 2011 | Natasha Yarovenko       | Um quarto em Roma                                 | Natasha                 |
| 2012 | María León              | La voz dormida                                    | Pepita                  |
| 2012 | Alba García             | Verbo                                             | Sara                    |
| 2012 | Michelle Jenner         | No tengas miedo                                   | Silvia                  |
| 2012 | Blanca Suárez           | La piel que habito                                | Norma Ledgard           |
| 2013 | Macarena García         | Blancanieves                                      | Carmen /Blancanieves    |
| 2013 | Carmina Barrios         | Carmina o revienta                                | Carmina                 |
| 2013 | Estefanía de los Santos | Grupo 7                                           | La Caoba                |
| 2013 | Cati Solivellas         | Els nens salvatges/Los niños salvajes             | Lola                    |
| 2014 | Natalia de Molina       | Vivir es fácil con los ojos cerrados              | Belén                   |
| 2014 | Belén López             | 15 años y un día                                  | Aledo                   |
| 2014 | María Morales           | Todas las mujeres                                 | Marga                   |
| 2014 | Olimpia Melinte         | Caníbal                                           | Nina                    |
| 2015 | Nerea Barros            | La isla mínima                                    | Rocío                   |
| 2015 | Natalia Tena            | 10.000 km                                         | Alex                    |
| 2015 | Yolanda Ramos           | Carmina y amén                                    | Yoli                    |
| 2015 | Ingrid García Jonsson   | Hermosa juventud                                  | Natalia                 |
| 2016 | Irene Escolar           | Un otoño sin Berlín                               | June                    |
| 2016 | Antonia Guzmán          | A cambio de nada                                  | Antonia                 |
| 2016 | Iraia Elias             | Amama                                             | Amaia                   |
| 2016 | Yordanka Ariosa         | El rey de La Habana                               | Magda                   |
| 2017 | Anna Castillo           | El olivo                                          | Alma                    |
| 2017 | Silvia Pérez Cruz       | Cerca de tu casa                                  | Sonia                   |
| 2017 | Belén Cuesta            | Kiki, el amor se hace                             | Belén                   |
| 2017 | Ruth Díaz               | Tarde para la ira                                 | Ana                     |
| 2018 | Bruna Cusí              | Estiu 1993                                        | Marga                   |
| 2018 | Adriana Paz             | El autor                                          | Irene                   |
| 2018 | Itziar Castro           | Pieles                                            | Itziar                  |
| 2018 | Sandra Escacena         | Verónica                                          | Verónica                |
| 2019 | Eva Llorach             | Quién te cantará                                  | Violeta                 |
| 2019 | Gloria Ramos            | Campeones                                         | Collantes               |
| 2019 | Zaira Romero            | Carmen y Lola                                     | Lola                    |
| 2019 | Rosy Rodríguez          | Carmen y Lola                                     | Carmen                  |

### Década de 2020
| Ano  | Vencedora e indicadas | Filme                   | Personagem          |
| ---- | --------------------- | ----------------------- | ------------------- |
| 2020 | Benedicta Sánchez     | Lo que arde             | Benedicta Coro      |
| 2020 | Pilar Gómez           | Adiós                   | Maravilla           |
| 2020 | Carmen Arrufat        | La inocencia            | Lis                 |
| 2020 | Ainhoa Santamaría     | Mientras dure la guerra | Enriqueta Carbonell |